# Feel This Moment
Feel This Moment è un singolo del rapper statunitense Pitbull, pubblicato il 22 febbraio 2013 come quarto estratto dal settimo album in studio Global Warming.
Il brano, scritto da Nasri Atweh, Adam Messinger, Nolan Lambroza, DJ Buddha Vargas e dallo stesso Pitbull, ha visto la collaborazione della cantante statunitense Christina Aguilera. Il singolo contiene la parte strumentale di Take on Me del gruppo norvegese a-ha, rivestito dei diritti d'autore. È anche la canzone ufficiale del film del 2017 Emoji - Accendi le emozioni.

## Descrizione
Il 16 ottobre 2012, il sito ufficiale di Pitbull ha annunciato i collaboratori che si sarebbero dovuti aspettare dal suo nuovo album, tra cui Christina Aguilera.

## Accoglienza
David Jeffries da AllMusic ha definito il brano un pezzo forte del nuovo album del rapper, una «gloriosa esplosione disco». Il giornalista Ray Rahman del settimanale Entertainment Weekly ha dichiarato che è «il brano più bello» del disco.
Il singolo è utilizzato nella pubblicità dell'ammorbidente Coccolino dal 2024.

## Video musicale
Il 1º febbraio 2013, il profilo Twitter di VEVO Italia ha annunciato che il video sarebbe arrivato presto. Il 15 febbraio 2013 è arrivato il video lyric ufficiale sul profilo VEVO di Pitbull.
Il 15 marzo 2013 il videoclip è stato pubblicato sul profilo VEVO di Pitbull. A febbraio 2015 contava più di 250 milioni di visualizzazioni.

## Tracce
Download digitale
1. Feel this Moment (feat. Christina Aguilera) – 3:49 (Pitbull, Chantal Kreviazuk, Nolan Lambroza, Adam Messinger, Christina Aguilera, DJ Buddha, Nasri)

CD singolo
1. Feel this Moment (feat. Christina Aguilera) – 3:51 (Pitbull, Chantal Kreviazuk, Nolan Lambroza, Adam Messinger, Christina Aguilera, DJ Buddha, Nasri)
2. Don't Stop the Party (feat. TJR) (R3hab & ZROQ Remix) – 3:36 (Pitbull, Bigram Zayas, Frederick Hibbert, Marc Kinchen, DJ Buddha, TJR)

Download digitale – remix
1. Feel this Moment (feat. Christina Aguilera) (Riddler Reid Stefan Remix) – 6:32 (Pitbull, Chantal Kreviazuk, Nolan Lambroza, Adam Messinger, Christina Aguilera, DJ Buddha, Nasri)

## Classifiche
| Classifica (2012/13) | Posizione massima |
| -------------------- | ----------------- |
| Australia            | 6                 |
| Austria              | 2                 |
| Belgio (Fiandre)     | 7                 |
| Belgio (Vallonia)    | 6                 |
| Canada               | 8                 |
| Danimarca            | 16                |
| Finlandia            | 6                 |
| Francia              | 23                |
| Germania             | 9                 |
| Irlanda              | 13                |
| Italia               | 18                |
| Norvegia             | 6                 |
| Nuova Zelanda        | 5                 |
| Paesi Bassi          | 11                |
| Repubblica Ceca      | 1                 |
| Slovacchia           | 4                 |
| Spagna               | 1                 |
| Stati Uniti          | 8                 |
| Svezia               | 21                |
| Svizzera             | 7                 |

### Classifiche di fine anno
| Classifica (2013) | Posizione |
| ----------------- | --------- |
| Austria           | 17        |
| Canada            | 20        |
| Danimarca         | 45        |
| Italia            | 52        |
| Nuova Zelanda     | 33        |
| Stati Uniti       | 36        |
| Ungheria          | 18        |

## In altri media
Il brano è stato inserito nel videogioco della Ubisoft Just Dance 2014.